# Valdehorna
Valdehorna è un comune spagnolo di 61 abitanti situato nella comunità autonoma dell'Aragona.